# フリーエージェント (労働)
フリーエージェント（free agent）とは、組織に雇われない働き方をする人々である。
主にインターネットを使って自宅で働き、アメリカでは労働人口の四分の一がこの働き方を選んでいる。
近年アメリカで注目されているフリーエージェントの議論は、日本ではまださほど議論されていない。日本において学術的にフリーエージェントの議論を展開しているのは、今のところ玄田有史と三島重顕である。玄田はDaniel Pink（2001）の邦訳である『フリーエージェント社会の到来』（ダイヤモンド社）に付録としてコメントを載せている。

## 定義
(三島重顕 2006) はフリーエージェントを以下のように定義している。定義：「正規雇用者として組織に所属することなく、他者による時間的、空間的、対人関係的、また職務内容的な制限を受けずに、本人の自由裁量に基づいて働くこと」（正社員と比較して相対的に）。

## 分類
以下のように、(三島重顕 2006) は「能力」（十分に自活可能な経済的収入をもたらす専門的な知識や技能、または資本力、あるいはその両方を有すること）と「意図」（本人が自ら好んでフリーエージェントになったか否か）という2つの基準、ならびに「安定志向」と「やりがい志向」という副次的な基準から、フリーエージェントを4つに分類している。
独立独歩型専門知識・技能といった能力があり、意図的にフリー・エージェントを選択したケース。やり甲斐志向の者が多いと思われる。しかし、専門知識を持たない安定志向の者でも、何らかの資本能力を持つならば独立できる。
環境不遇型能力があるものの、正規社員となる機会に恵まれなかったため、非意図的にフリー・エージェントとなったケース。安定志向の者が多いと思われる。
自由尊重型能力不足であるが、意図的にフリー・エージェントを選択したケース。能力を身につけて独立独歩型を目指すやりがい志向の者と、正社員を希望しながらも労働条件や将来性の悪化のため、意図的にフリー・エージェントを選択した安定志向の者とがある。
不可避型能力不足かつ非意図的なフリー・エージェント。正社員を希望する安定志向の者が多いと思われる。